# Don't Break Me
Don't Break Me è un singolo della cantante australiana Montaigne, pubblicato il 31 gennaio 2020 su etichetta discografica Sony Music Entertainment Australia.
Scritto dalla stessa cantante con Anthony Egizii e David Musumeci, il brano ha vinto Eurovision - Australia Decides 2020, guadagnando il diritto a rappresentare l'Australia all'Eurovision Song Contest 2020 a Rotterdam, nei Paesi Bassi.

## Tracce
1. Don't Break Me – 3:00